# Pykäläsaari (ö i Norra Savolax, Varkaus, lat 62,48, long 27,88)
Pykäläsaari är en ö i Finland. Den ligger i sjön Unnukka och i kommunen Leppävirta i den ekonomiska regionen  Varkaus ekonomiska region  och landskapet Norra Savolax, i den centrala delen av landet, 300 km nordost om huvudstaden Helsingfors. Öns area är 4,5 hektar och dess största längd är 320 meter i nord-sydlig riktning.